# Mutua Madrid Open 2023
Mutua Madrid Open 2023 byl společný tenisový turnaj mužského okruhu ATP Tour a ženského okruhu WTA Tour hraný v parku Manzanares. Dvacátý první ročník mužského a čtrnáctý ročník ženského turnaje Madrid Open probíhal mezi 25. dubnem až 7. květnem 2023 ve španělské metropoli Madridu na otevřených antukových dvorcích.
Událost zaznamenala výrazné změny vůči předchozím ročníkům. Herní termín žen a mužů byl sjednocen a prodloužen do dvou týdnů kalendáře po vzoru Indian Wells Masters a Miami Masters z téže kategorie. Startovní pole bylo rovněž po vzoru amerických turnajů rozšířeno na 96 singlistů a 32 párů čtyřhry. Mužský turnaj dotovaný 8 796 356 eury patřil do kategorie ATP Tour Masters 1000. Ženská událost s rozpočtem 8 800 000 eur náležela do kategorie WTA 1000. Celkový rozpočet činil 17 596 356 eur. Hrálo se s míči Dunlop. Na průběhu zápasů se podílelo 27 hlavních rozhodčích (13 ze španělské komise rozhodčích, 14 z ATP a WTA), 136 čárových rozhodčích, 220 sběračů a 20 členů zdravotnického personálu (lékaři vč. podologů a dermatologů, fyzioterapeuti, sestry).
Nejvýše nasazenými singlisty se staly světová dvojka Carlos Alcaraz ze Španělska a první žena klasifikace Iga Świąteková z Polska, která odešla poražena z finále. Jako poslední přímí účastníci do dvouher nastoupili australský 94. hráč žebříčku Thanasi Kokkinakis a italská 73. tenistka světa Lucia Bronzettiová. V důsledku invaze Ruska na Ukrajinu na konci února 2022 řídící organizace tenisu ATP, WTA a ITF s grandslamy rozhodly, že ruští a běloruští tenisté mohli dále na okruzích startovat, ale do odvolání nikoli pod vlajkami Ruska a Běloruska.
Jubilejní desátý singlový titul na okruhu ATP Tour, a čtvrtý v sérii Masters, vyhrál Španěl Carlos Alcaraz. Ve 20 letech a 2 dnech se stal nejmladším šampionem dvou navazujících ročníků jediného Mastersu od Nadalových triumfů na Rome Masters 2005 a 2006 a také nejmladším tenistou, který v otevřené éře vyhrál deset kariérních titulů. Poražený finalista, Němec Jan-Lennard Struff, se stal vůbec prvním šťastným poraženým finalistou v sérii Masters. Třináctou trofej z dvouhry okruhu WTA Tour, a pátou v kategorii WTA 1000, si odvezla Aryna Sabalenková. V Madridu již zvítězila v roce 2021. Finále představovalo první utkání o titul mezi světovou jedničkou a dvojkou v kategorii WTA 1000 od Miami Open 2014.
Mužskou čtyřhru ovládli Karen Chačanov s Andrejem Rubljovem a získali první společnou trofej. V ženském deblu triumfovaly Viktoria Azarenková s Brazilkou Beatriz Haddad Maiovou. Jako spoluhráčky odehrály první soutěž čtyřhry. Azarenková v Madridu navázala na titul z roku 2011.

## Rozdělení bodů a finančních odměn

### Rozdělení bodů
| Soutěž       | Soutěž       | vítězové | finalisté | semifinalisté | čtvrtfinalisté | 16 v kole | 32 v kole | 64 v kole | 96 v kole | Q  | Q2 | Q1 |
| ------------ | ------------ | -------- | --------- | ------------- | -------------- | --------- | --------- | --------- | --------- | -- | -- | -- |
| dvouhra mužů | [ 5 ] [ 12 ] | 1000     | 600       | 360           | 180            | 90        | 45        | 25        | 10        | 16 | 8  | 0  |
| čtyřhra mužů | [ 13 ]       | 1000     | 600       | 360           | 180            | 90        | 0         | —         | —         | —  | —  | —  |
| dvouhra žen  | [ 4 ] [ 14 ] | 1000     | 650       | 390           | 215            | 120       | 65        | 35        | 10        | 30 | 20 | 2  |
| čtyřhra žen  | [ 15 ]       | 1000     | 650       | 390           | 215            | 120       | 10        | —         | —         | —  | —  | —  |

### Finanční odměny
| Soutěž                                  | Soutěž       | vítězové    | finalisté | semifinalisté | čtvrtfinalisté | 16 v kole | 32 v kole | 64 v kole | 96 v kole | Q2      | Q1      |
| --------------------------------------- | ------------ | ----------- | --------- | ------------- | -------------- | --------- | --------- | --------- | --------- | ------- | ------- |
| dvouhra mužů                            | [ 5 ] [ 12 ] | 1 105 265 € | 580 000 € | 308 790 €     | 161 525 €      | 84 900 €  | 48 835 €  | 27 045 €  | 16 340 €  | 8 265 € | 4 510 € |
| dvouhra žen                             | [ 4 ] [ 14 ] | 1 105 265 € | 580 000 € | 308 790 €     | 161 525 €      | 84 900 €  | 48 835 €  | 27 045 €  | 16 340 €  | 8 265 € | 4 510 € |
| čtyřhra mužů                            | [ 13 ]       | 382 420 €   | 202 850 € | 108 190 €     | 54 840 €       | 29 300 €  | 15 780 €  | —         | —         | —       | —       |
| čtyřhra žen                             | [ 15 ]       | 382 420 €   | 202 850 € | 108 190 €     | 54 840 €       | 29 300 €  | 15 780 €  | —         | —         | —       | —       |
| ve čtyřhrách jsou částky uvedeny na pár |              |             |           |               |                |           |           |           |           |         |         |

## Dvouhra mužů

### Nasazení
| Stát                          | Hráč                        | ATP | Nasazení |
| ----------------------------- | --------------------------- | --- | -------- |
| Španělsko                     | Carlos Alcaraz              | 2.  | 1.       |
|                               | Daniil Medveděv             | 3.  | 2.       |
| Norsko                        | Casper Ruud                 | 4.  | 3.       |
| Řecko                         | Stefanos Tsitsipas          | 5.  | 4.       |
|                               | Andrej Rubljov              | 6.  | 5.       |
| Dánsko                        | Holger Rune                 | 7.  | 6.       |
| Kanada                        | Félix Auger-Aliassime       | 9.  | 7.       |
| USA                           | Taylor Fritz                | 10. | 8.       |
| USA                           | Frances Tiafoe              | 11. | 9.       |
|                               | Karen Chačanov              | 12. | 10.      |
| Spojené království            | Cameron Norrie              | 13. | 11.      |
| Polsko                        | Hubert Hurkacz              | 15. | 12.      |
| Německo                       | Alexander Zverev            | 16. | 13.      |
| USA                           | Tommy Paul                  | 17. | 14.      |
| Itálie                        | Lorenzo Musetti             | 18. | 15.      |
| Austrálie                     | Alex de Minaur              | 19. | 16.      |
| Chorvatsko                    | Borna Ćorić                 | 20. | 17.      |
| Španělsko                     | Pablo Carreño Busta         | 22. | 18.      |
| Spojené království            | Daniel Evans                | 24. | 19.      |
| Španělsko                     | Roberto Bautista Agut       | 25. | 20.      |
| Kanada                        | Denis Shapovalov            | 27. | 21.      |
| USA                           | Sebastian Korda             | 28. | 22.      |
| Nizozemsko                    | Botic van de Zandschulp     | 29  | 23       |
| Argentina                     | Francisco Cerúndolo         | 30. | 24.      |
| Argentina                     | Sebastián Báez              | 31. | 25.      |
| Bulharsko                     | Grigor Dimitrov             | 32. | 26.      |
| Srbsko                        | Miomir Kecmanović           | 33. | 27.      |
| Japonsko                      | Jošihito Nišioka            | 34. | 28.      |
| Španělsko                     | Alejandro Davidovich Fokina | 35. | 29.      |
| Nizozemsko                    | Tallon Griekspoor           | 36. | 30.      |
| Česko                         | Jiří Lehečka                | 37. | 31.      |
| USA                           | Ben Shelton                 | 38. | 32.      |
| Žebříček ATP k 24. dubnu 2023 |                             |     |          |

### Jiné formy účasti

#### Divoké karty
- Hugo Gaston
- Martín Landaluce
- Emilio Nava
- Abedallah Shelbayh
- Dominic Thiem

#### Žebříčková ochrana
- Jérémy Chardy
- Kyle Edmund

#### Kvalifikanti
Podrobnější informace naleznete v článkové sekci Kvalifikace.
- Matteo Arnaldi
- Marco Cecchinato
- Borna Gojo
- Hugo Grenier
- Yannick Hanfmann
- Aslan Karacev
- Benoît Paire
- Jurij Rodionov
- Roman Safiullin
- Alexandr Ševčenko
- Andrea Vavassori
- Josuke Watanuki

#### Šťastní poražení
- Daniel Altmaier
- Pavel Kotov
- Jan-Lennard Struff

### Odhlášení
- Matteo Berrettini → nahradil jej  Juan Pablo Varillas
- Benjamin Bonzi → nahradil jej   Ilja Ivaška
- Jenson Brooksby → nahradil jej  Filip Krajinović
- Pablo Carreño Busta → nahradil jej  Daniel Altmaier
- Marin Čilić → nahradil jej  Christopher O'Connell
- Federico Coria → nahradil jej  Oscar Otte
- Hugo Dellien → nahradil jej  Thiago Monteiro
- Novak Djoković → nahradil jej  Čang Č’-čen
- Jack Draper → nahradil jej  Daniel Elahi Galán
- John Isner → nahradil jej  Cristian Garín
- Kwon Sun-u → nahradil jej  Jérémy Chardy
- Nick Kyrgios → nahradil jej  Stan Wawrinka
- Constant Lestienne → nahradil jej  Jan-Lennard Struff
- Rafael Nadal → nahradil jej  Quentin Halys
- Brandon Nakashima → nahradil jej   Pavel Kotov
- Guido Pella → nahradil jej  Roberto Carballés Baena
- Arthur Rinderknech → nahradil jej  Ugo Humbert
- Jannik Sinner → nahradil jej  Thanasi Kokkinakis
- Mikael Ymer → nahradil jej  Alexei Popyrin

## Mužská čtyřhra

### Nasazení
| Stát                                                                                   | Hráč              | Stát               | Hráč                   | ATP | Nasazení |
| -------------------------------------------------------------------------------------- | ----------------- | ------------------ | ---------------------- | --- | -------- |
| Nizozemsko                                                                             | Wesley Koolhof    | Spojené království | Neal Skupski           | 2.  | 1.       |
| USA                                                                                    | Rajeev Ram        | Spojené království | Joe Salisbury          | 9.  | 2.       |
| Chorvatsko                                                                             | Ivan Dodig        | USA                | Austin Krajicek        | 9.  | 3.       |
| Salvador                                                                               | Marcelo Arévalo   | Nizozemsko         | Jean-Julien Rojer      | 16. | 4.       |
| Chorvatsko                                                                             | Nikola Mektić     | Chorvatsko         | Mate Pavić             | 17. | 5.       |
| Spojené království                                                                     | Lloyd Glasspool   | Finsko             | Harri Heliövaara       | 22. | 6.       |
| Indie                                                                                  | Rohan Bopanna     | Austrálie          | Matthew Ebden          | 35. | 7.       |
| Mexiko                                                                                 | Santiago González | Francie            | Édouard Roger-Vasselin | 35. | 8.       |
| Žebříček ATP k 24. dubnu 2023; číslo je součtem žebříčkového postavení obou členů páru |                   |                    |                        |     |          |

### Jiné formy účasti

#### Divoké karty
- Roberto Carballés Baena /  Martín Landaluce
- Daniel Rincón /  Abdullah Shelbayh
- Petros Tsitsipas /  Stefanos Tsitsipas

### Odhlášení
- Simone Bolelli /  Fabio Fognini → nahradili je  Simone Bolelli /  Fabrice Martin
- Francisco Cerúndolo /  Dan Evans → nahradili je  Roberto Bautista Agut /  Dan Evans

## Ženská dvouhra

### Nasazení
| Stát                          | Hráčka                   | WTA | Nasazení |
| ----------------------------- | ------------------------ | --- | -------- |
| Polsko                        | Iga Świąteková           | 1.  | 1.       |
|                               | Aryna Sabalenková        | 2.  | 2.       |
| USA                           | Jessica Pegulaová        | 3.  | 3.       |
| Tunisko                       | Ons Džabúrová            | 4.  | 4.       |
| Francie                       | Caroline Garciaová       | 5.  | 5.       |
| USA                           | Coco Gauffová            | 6.  | 6.       |
| Kazachstán                    | Jelena Rybakinová        | 7.  | 7.       |
|                               | Darja Kasatkinová        | 8.  | 8.       |
| Řecko                         | Maria Sakkariová         | 9.  | 9.       |
| Česko                         | Petra Kvitová            | 10. | 10.      |
| Česko                         | Barbora Krejčíková       | 12. | 11.      |
|                               | Veronika Kuděrmetovová   | 13. | 12.      |
| Brazílie                      | Beatriz Haddad Maiová    | 14. | 13.      |
|                               | Ljudmila Samsonovová     | 18. | 14.      |
|                               | Viktoria Azarenková      | 16. | 15.      |
|                               | Jekatěrina Alexandrovová | 17. | 16.      |
| Polsko                        | Magda Linetteová         | 19. | 17.      |
| Itálie                        | Martina Trevisanová      | 20. | 18.      |
| Lotyšsko                      | Jeļena Ostapenková       | 22. | 19.      |
| Chorvatsko                    | Donna Vekićová           | 23. | 20.      |
|                               | Anastasija Potapovová    | 25. | 21.      |
| Čína                          | Čeng Čchin-wen           | 24. | 22.      |
| Kanada                        | Bianca Andreescuová      | 27. | 23.      |
| Belgie                        | Elise Mertensová         | 29. | 24.      |
| Švýcarsko                     | Jil Teichmannová         | 30. | 25.      |
| Španělsko                     | Paula Badosová           | 42. | 26.      |
| Chorvatsko                    | Petra Martićová          | 33. | 27.      |
| USA                           | Bernarda Peraová         | 32. | 28.      |
| Česko                         | Marie Bouzková           | 31. | 29.      |
| Ukrajina                      | Anhelina Kalininová      | 35. | 30.      |
| Rumunsko                      | Irina-Camelia Beguová    | 35. | 31.      |
| Ukrajina                      | Marta Kosťuková          | 36. | 32.      |
| USA                           | Shelby Rogersová         | 38. | 33.      |
| Žebříček WTA k 24. dubnu 2023 |                          |     |          |

### Jiné formy účasti

#### Divoké karty
- Mirra Andrejevová
- Marina Bassolsová Riberová
- Alex Ealaová
- Brenda Fruhvirtová
- Victoria Jiménezová Kasintsevová
- Rebeka Masárová
- Camila Osoriová
- Elina Svitolinová

#### Žebříčková ochrana
- Jaqueline Cristianová
- Sofia Keninová
- Anastasija Pavljučenkovová
- Nadia Podoroská
- Barbora Strýcová

#### Kvalifikantky
Podrobnější informace naleznete v článkové sekci Kvalifikace.
- Eugenie Bouchardová
- Clara Burelová
- Irene Burillová Escorihuela
- Sara Erraniová
- Magdalena Fręchová
- Dajana Jastremská
- Nuria Párrizasová Díazová
- Elena-Gabriela Ruseová
- Arantxa Rusová
- Anna Karolína Schmiedlová
- Laura Siegemundová
- Markéta Vondroušová

#### Šťastné poražené
- Julia Grabherová
- Viktorija Tomovová

### Odhlášení
před zahájením turnaje
- Belinda Bencicová → nahradila ji  Sorana Cîrsteaová
- Danielle Collinsová → nahradila ji  Rebecca Marinová
- Čang Šuaj → nahradila ji  Maryna Zanevská
- Simona Halepová → nahradila ji  Jasmine Paoliniová
- Ons Džabúrová → nahradila ji  Viktorija Tomovová
- Madison Keysová → nahradila ji  Katie Volynetsová
- Linda Nosková → nahradila ji  Anna Bondárová
- Naomi Ósakaová → nahradila ji  Lucia Bronzettiová
- Karolína Plíšková → nahradila ji  Caty McNallyová
- Alison Riskeová-Amritrajová → nahradila ji  Lesja Curenková
- Kateřina Siniaková → nahradila ji  Dalma Gálfiová
- Patricia Maria Țigová → nahradila ji  Cristina Bucșová
- Ajla Tomljanovićová → nahradila ji  Julia Grabherová

## Ženská čtyřhra

### Nasazení
| Stát                                                                                    | Hráčka                      | Stát       | Hráčka             | WTA | Nasazení |
| --------------------------------------------------------------------------------------- | --------------------------- | ---------- | ------------------ | --- | -------- |
| USA                                                                                     | Coco Gauffová               | USA        | Jessica Pegulaová  | 7.  | 1.       |
| Ukrajina                                                                                | Ljudmyla Kičenoková         | Lotyšsko   | Jeļena Ostapenková | 18. | 2.       |
| USA                                                                                     | Desirae Krawczyková         | Nizozemsko | Demi Schuursová    | 21. | 3.       |
| Austrálie                                                                               | Storm Hunterová             | Belgie     | Elise Mertensová   | 28. | 4.       |
| USA                                                                                     | Nicole Melichar-Martinezová | Austrálie  | Ellen Perezová     | 31. | 5.       |
| Kanada                                                                                  | Gabriela Dabrowská          | Brazílie   | Luisa Stefaniová   | 34. | 6.       |
| Japonsko                                                                                | Šúko Aojamová               | Japonsko   | Ena Šibaharaová    | 39. | 7.       |
| Čína                                                                                    | Sü I-fan                    | Čína       | Jang Čao-süan      | 44. | 8.       |
| Žebříček WTA k 24. dubnu 2023; číslo je součtem žebříčkového postavení obou členek páru |                             |            |                    |     |          |

### Jiné formy účasti

#### Divoké karty
- Erika Andrejevová /   Mirra Andrejevová
- Paula Badosová /  Bethanie Matteková-Sandsová
- Brenda Fruhvirtová /  Linda Fruhvirtová

#### Žebříčková ochrana
- Sie Šu-wej /  Barbora Strýcová
- Sofia Keninová /  Magda Linetteová
- Anastasija Pavljučenkovová /  Jelena Rybakinová

## Přehled finále

### Mužská dvouhra
- Carlos Alcaraz vs.  Jan-Lennard Struff, 6–4, 3–6, 6–3

### Ženská dvouhra
- Aryna Sabalenková vs.  Iga Świąteková, 6–3, 3–6, 6–3

### Mužská čtyřhra
- Karen Chačanov /   Andrej Rubljov vs.  Rohan Bopanna /  Matthew Ebden, 6–3, 3–6, [10–3]

### Ženská čtyřhra
- Viktoria Azarenková /  Beatriz Haddad Maiová vs.  Coco Gauffová /  Jessica Pegulaová, 6–1, 6–4